# Green Park (Londons tunnelbana)
Green Park tunnelbanestation nära Green Park i centrala London. Stationen är en stor knutpunkt för Piccadilly line, Victoria line och Jubilee line och öppnade redan år 1906 på Piccadilly line, 1969 tillkom Victoria line samt slutligen 1979 Jubilee line. I stationens närområde finns även Buckingham Palace. Stationen var kallad Dover Street före 1933.

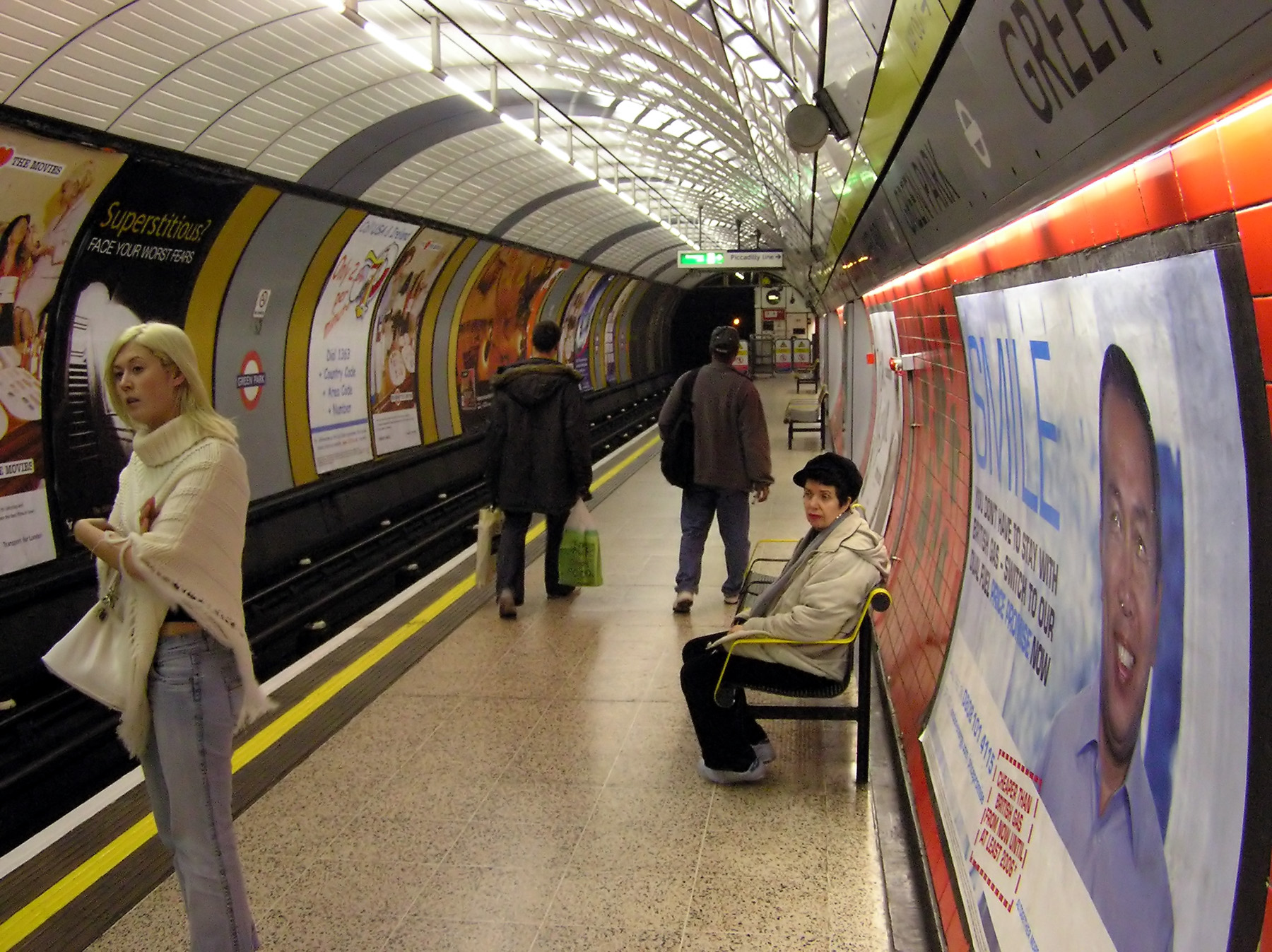
Jubilee line
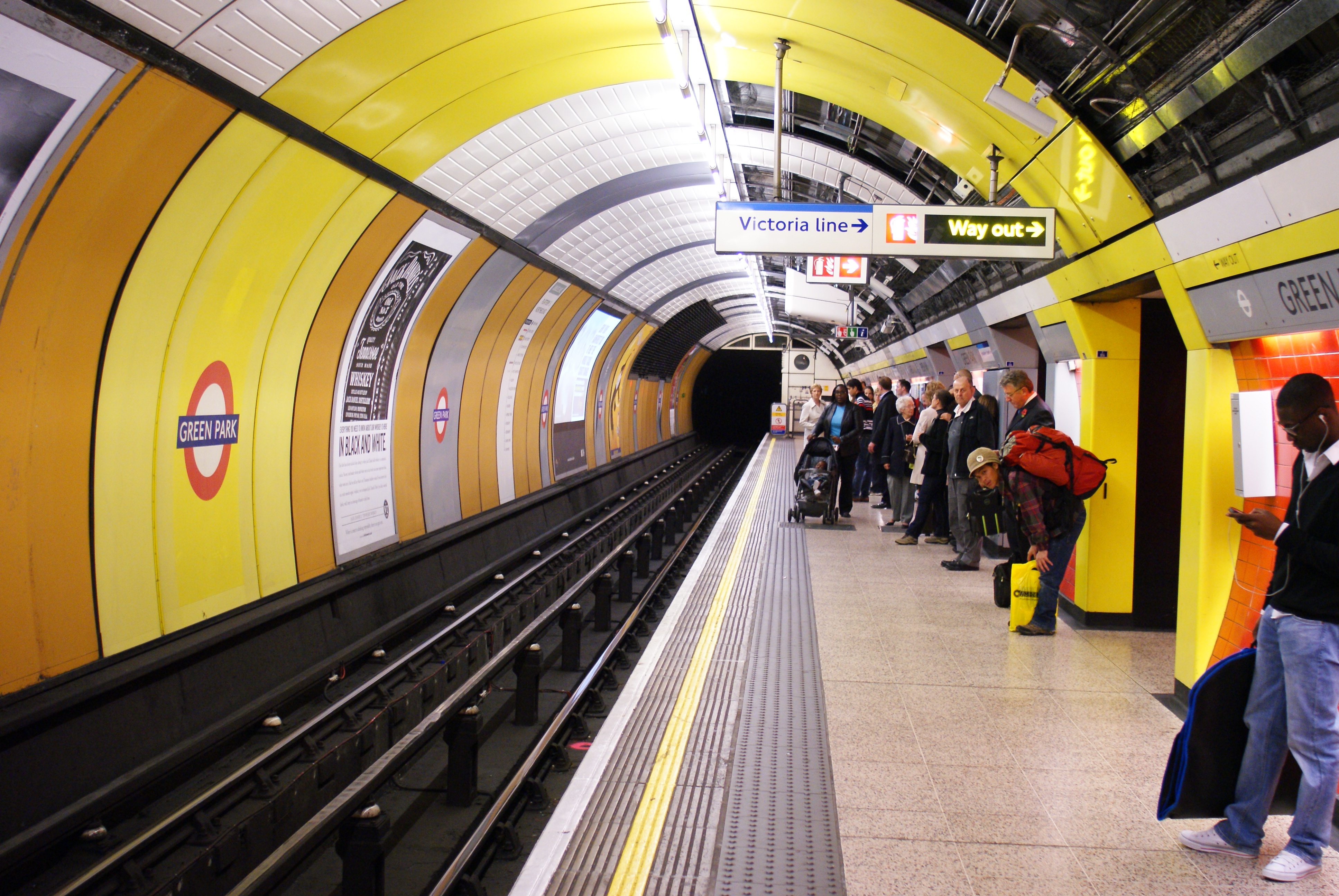
Jubilee line
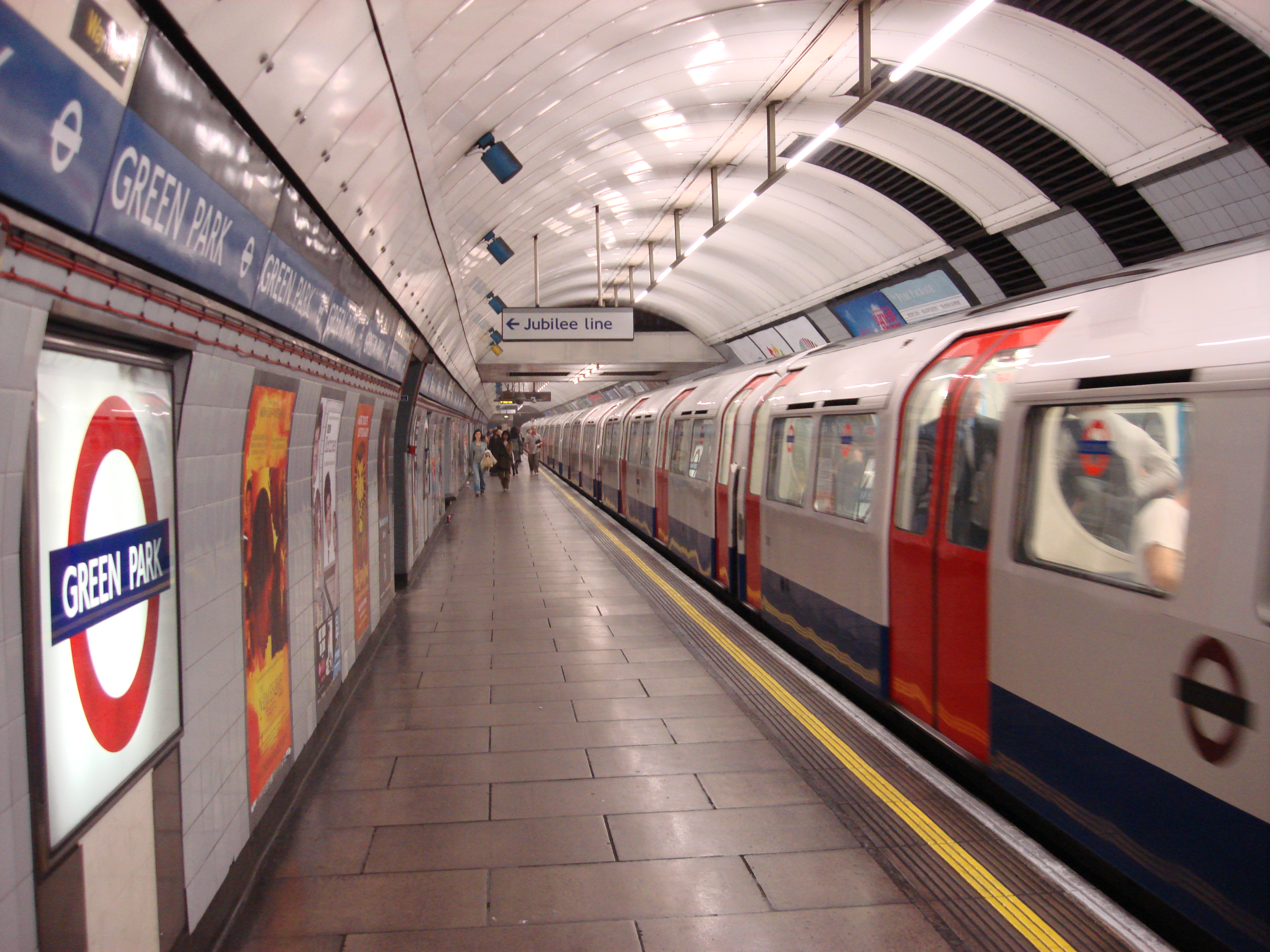
Victoria line
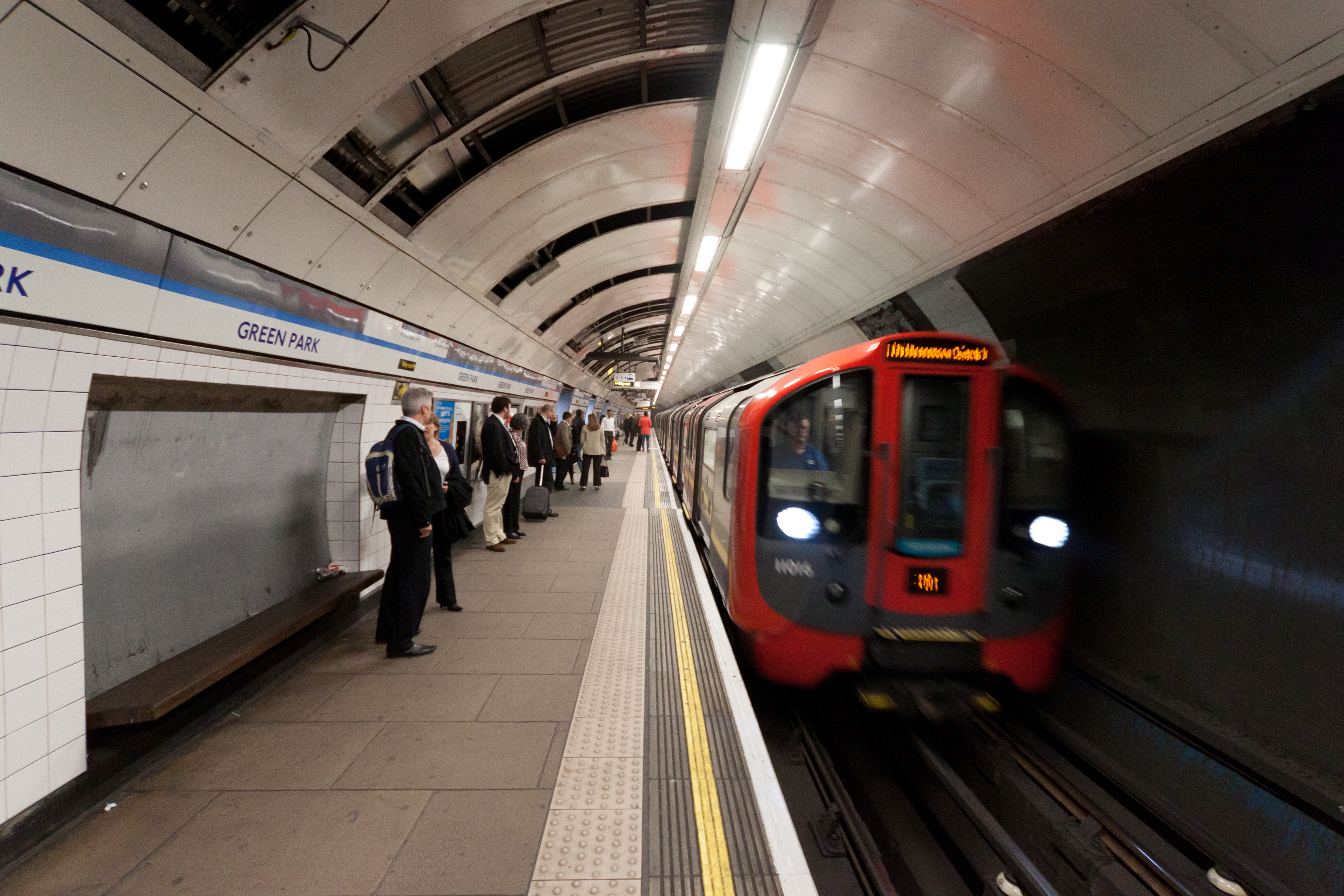
Victoria line
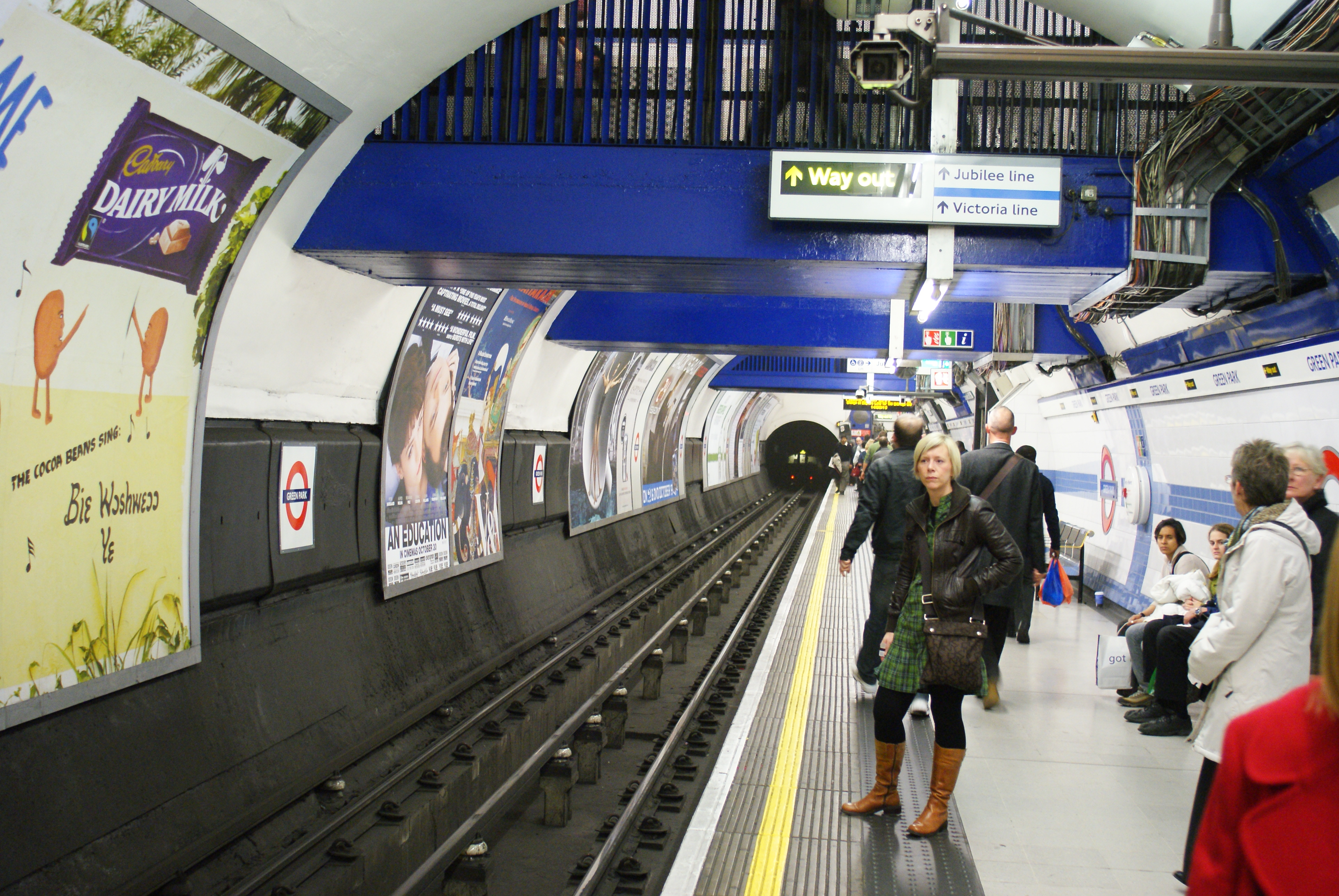
Piccadilly line
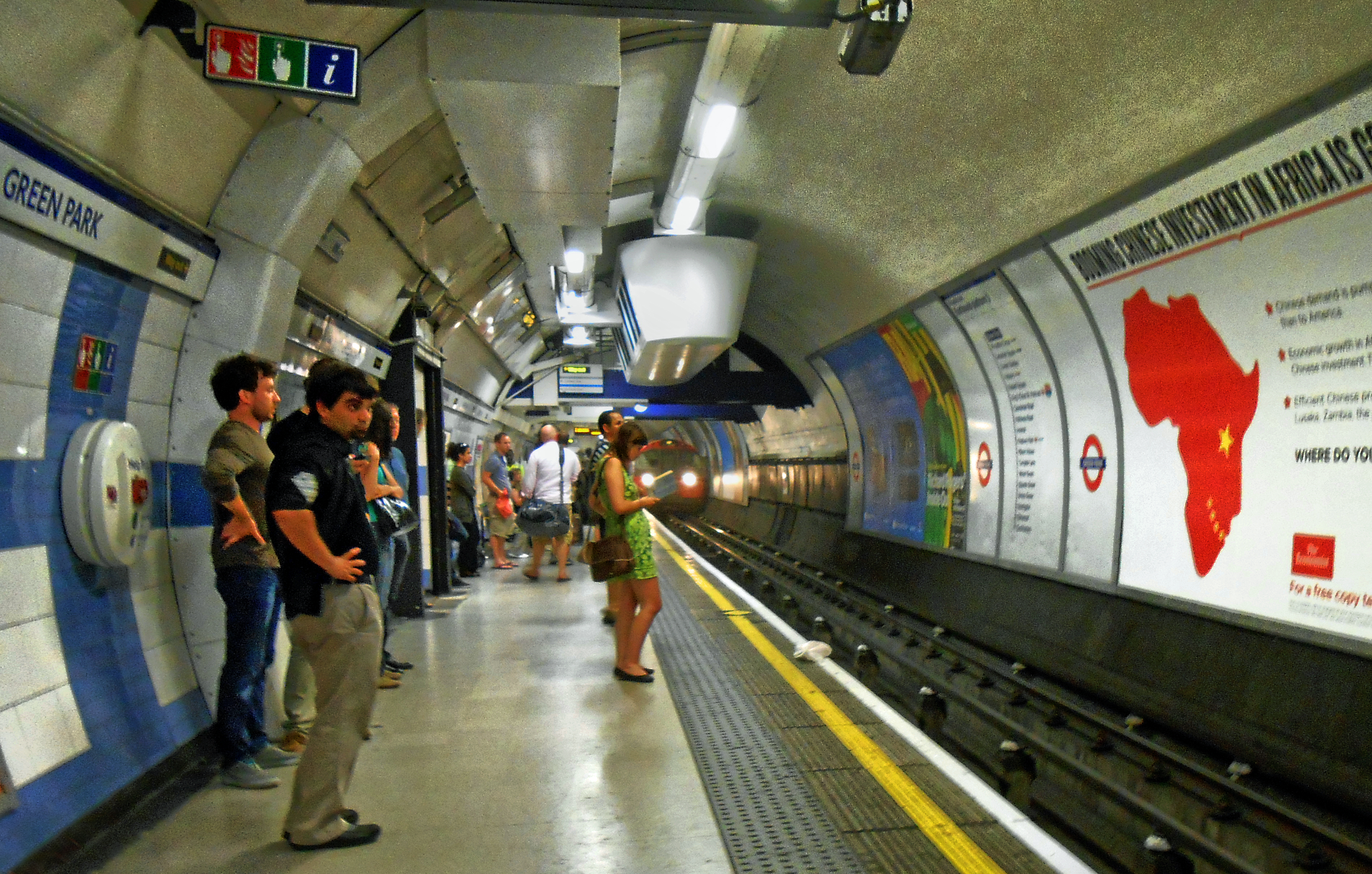
Piccadilly line
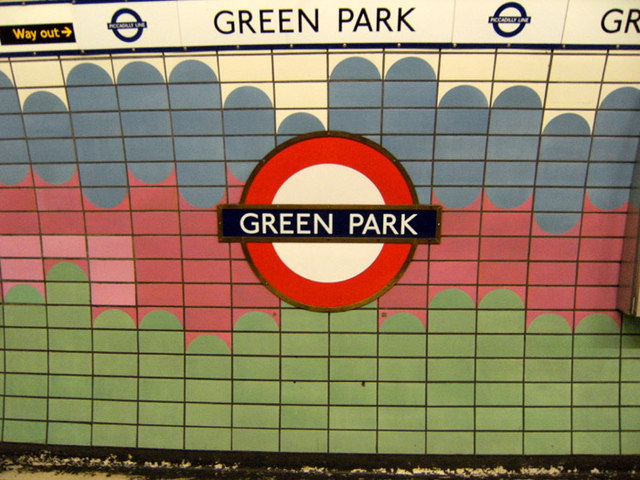
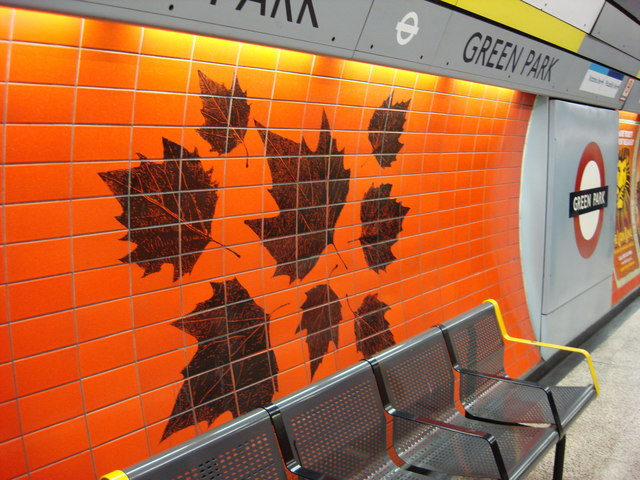